# Herófila
Herófila era, na mitologia grega, uma sibila oriunda de Marpesso, na chamada Trôade, região onde se situava Troia. Era filha da ninfa Idea e de um pai mortal chamado Teodoro, pastor do monte Ida. Foi Herófila quem predisse a guerra de Troia, anunciando que a responsável por ela seria uma mulher chamada Helena.  Passou a maior parte de sua vida em Samos. Em seguida foi para Claros, cidade perto de Cólofon (uma das cidades onde se presume que Homero nasceu), e mais tarde para Delos e dali para Delfos, onde proferia seus oráculos sobre uma rocha.
Heráclito, o primeiro autor grego a falar da sibila, no século V a.C., em citação de Plutarco em De Pythiae Oraculis, diz que Herófila se exprimia "com uma boca delirante, sem sorrisos, sem ornamentos, sem dissimulações, e sua voz chegava além de mil anos graças ao deus". Segundo o historiador e geógrafo Pausânias, os habitantes de Alexandria diziam que a sibila era sacristã de Apolo Esminteu. Proferia seus oráculos na forma de enigmas e os escrevia em folhas. 
Contam que compôs um hino em honra de Apolo, o deus que inspirava as profecias. Trazia sempre com ela uma pedra em cima da qual subia para fazer os presságios. Essa pedra foi conservada em Delfos depois de sua morte e no tempo de Pausânias era mostrada aos interessados. Também se dizia que seu túmulo ficava no bosque de Apolo Esminteu. Morreu em Trôade.
De acordo com Pausânias, os eritreus eram entre os gregos os que reivindicavam esta sibila mais calorosamente. Elogiavam o monte Córico, e nesse monte um antro onde pretendiam que Herófila teria nascido. Os mesmos eritreus destacavam versos das poesias de Herófila em que ela fala da cidade de Marpesso e do rio Edoneu como sua terra natal.